# Floral Park
Floral Park ist ein Ort im Nassau County des Staates New York auf Long Island. Er ist als Incorporated Village verfasst und bildet die Westgrenze des County. Jenseits der Grenze zu New York City befindet sich das Stadtviertel mit dem Namen Floral Park im Stadtbezirk Queens. Während der Norden des Ortes zu North Hempstead zählt, liegt der größte Teil in der Town of Hempstead. Bei der Volkszählung von 2010 hatte der Ort 15.863 Einwohner.

## Geographie

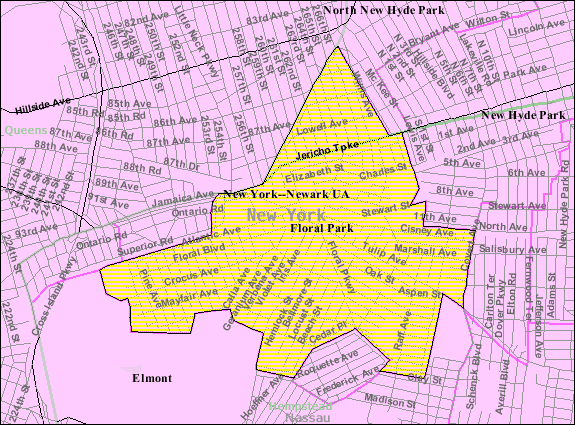
U.S. Census Map

Floral Parks geographische Koordinaten lauten 40° 43′ N, 73° 42′ W. Nach den Angaben es United States Census Bureaus hat das Village eine Gesamtfläche von 3,5 km2, alles davon ist Land.
Ganz im Nordwesten grenzt Floral Park an Bellerose Terrace und Bellerose, im Norden benachbart ist New York City. Im Nordosten liegt New Hyde Park und südlich davon Stewart Manor. Im Süden benachbart sind South Floral Park und uninkorporierte Teile der Town of Hempstead, darunter die Pferderennbahn Belmont Park.

## Allgemeines
Der Ort verdankt seinen Namen der Tatsache, dass es hier früher über 20 Blumenzuchtbetriebe gegeben hat. Wie bedeutend dieser Wirtschaftszweig war, zeigt die Tatsache, dass zeitweise 0,8 km² des heutigen Stadtgebietes zur Pflanzenzucht verwendet wurden. Viele der Straßen von Floral Park sind wegen dieser Vergangenheit nach Blumen und Pflanzen benannt.

## Ortsentwicklung und Verkehrsanbindung
Zunächst war das Gebiet durch Farmen und kleinere Dörfer geprägt. Dann wurde durch den Bau der Bahnlinie Long Island Rail Road im 19. Jahrhundert und durch die Fertigstellung der Autobahn Jericho Turnpike in den 1920er-Jahren die Besiedelung des Gebiets vorangetrieben. Der Ort wurde 1908 offiziell gegründet.
Im Bereich der Bahnstation Floral Park trennt sich die Zweigstrecke Hempstead Branch von der Hauptstrecke der Long Island Rail Road. Die Station hat 3000 tägliche Fahrgäste.

## Persönlichkeiten
- Alex Cord (1933–2021), Schauspieler und Autor
- Arthur H. Kunz (1934–1993), Stadtplaner
- Charles Ludlam (1943–1987), Schauspieler und Dramatiker
- Edward Mapplethorpe (* 1960), Fotograf und Maler
- Robert Mapplethorpe (1946–1989), Fotograf